# Rámcová úmluva o ochraně národnostních menšin

světle zelená signatáři, kteří neratifikovali,tmavě zelená signatáři, kteří ratifikovali, bílá členové Rady Evropy nesignatáři, šedá nečlenové Rady Evropy

Rámcová úmluva o ochraně národnostních menšin (FCNM) je multilaterální smlouva Rady Evropy zaměřená na ochranu práv menšin. Vstoupila v platnost v roce 1998 a do roku 2009 ji ratifikovalo 39 členských států.

## Dějiny
Rada Evropy poprvé jednala o zvláštní ochraně národnostních menšin v roce 1949, ale teprve v roce 1990 se pevně zavázala tyto menšinové skupiny chránit. Doporučení 1134 (z roku 1990) obsahovalo seznam zásad, které shromáždění považovalo za nezbytné pro tento účel. Shromáždění zprvu vyzvalo k přijetí protokolu k EÚLP. Rámec byl podepsán v únoru 1995 22 členskými státy Rady Evropy a začal platit v roce 1998. Do poloviny roku 2005 ji podepsalo 43 členských států a 39 ji ratifikovalo.

## Cíle a kritika
Širokými cíli úmluvy je zajistit, aby signatářské státy respektovaly práva národnostních menšin, zavázaly se bojovat proti diskriminaci, prosazovaly rovnost, zachovávaly a rozvíjely kulturu a identitu národnostních menšin, zaručovaly určité svobody ve vztahu k přístupu ke sdělovacím prostředkům, menšinovým jazykům a vzdělávání a podporovaly účast národnostních menšin na veřejném životě. Článek 25 Rámcové úmluvy zavazuje členské státy předložit Radě Evropy zprávu obsahující „úplné informace o legislativních a jiných opatřeních přijatých k uskutečnění zásad stanovených v této rámcové úmluvě“ (Rada Evropy, 1994, 7).
Úmluva se stala terčem kritiky. Jedním z hlavních problémů úmluvy je fakt, že ne všechny členské státy Rady Evropy ji podepsaly a ratifikovaly. Francie a Turecko neudělaly ani jedno. Island, Belgie, Lucembursko a Řecko úmluvu podepsaly, ale musí ji ještě ratifikovat. Ustanovení rovněž nepřinášejí mnoho nového v souvislosti s již existujícími mezinárodními smlouvami. Kromě toho se v úmluvě používají vágní formulace jako například „pokud je to možné“ (článek 10.2). Úmluva rovněž nedefinuje „národnostní menšinu“ a několik zemí si při ratifikaci smlouvy stanovilo vlastní definici tohoto pojmu. Například Spojené království ratifikovalo úmluvu s tím, že bude uplatňována s odkazem na „rasové skupiny“ ve smyslu článku 3(1) zákona o rasových vztazích z roku 1976. To z úmluvy prakticky vyloučilo obyvatele Cornwallského poloostrova, což vyústilo v rozepře. Cornwallské shromáždění následně požadovalo aby britská vláda uznala Cornwallskou populaci jako národnostní menšinu. V dubnu 2014 oznámil hlavní tajemník ministerstva financí Danny Alexander, že vláda Spojeného království Cornwallskou populaci v zemi jako národnostní menšinu podle úmluvy uzná.
Dle jednoho ze spoluautorů smlouvy Alana Phillipse bylo díky flexibilitě úmluvy možné ji snadno ratifikovat a přijalo ji tak poměrně rychle velké množství zemí. Dle jeho názoru by tak úmluva neměla být považována za selhání, nýbrž za "začátek". S tvrzením souhlasí další autoři úmluvy, kteří zároveň často tvrdí, že úmluvu je třeba zavádět v „dobré víře“ s politickou vůlí podporovat závazky k právům menšin.